# Scytodes bertheloti annulipes
Scytodes bertheloti là một phân loài nhện trong họ Scytodidae.
Loài này thuộc chi Scytodes. Scytodes bertheloti annulipes được Eugène Simon miêu tả năm 1907.